# 퀴르퇴시컬라치
퀴르퇴시컬라치(헝가리어: kürtőskalács kyrtøːʃkɒlaːt͡ʃ[*], 루마니아어: colac/cozonac secuiesc, 독일어: Baumstriezel)는 루마니아 세케이 지대 출신 헝가리계 민족 세케이인의 스핏 케이크이다. 본래 세케이 지대에서 널리 먹는 음식이었으나 오늘날에는 헝가리와 루마니아 양국에서 모두 유명하다. 퀴르퇴시컬라치에 대한 최초의 기록은 1679년 당시 헝가리 왕국의 우즈디센트페테르(Úzdiszentpéter) 마을 (오늘날 루마니아 슨페트루데큼피에)에서 발견되었고, 가장 오래된 레시피는 1781년 발간된 요리책이다. 본래는 축제 때 먹는 음식이었으나 오늘날에는 평범한 간식이다. 트란실바니아 작센인은 이와 비슷한 패스트리를 바움슈트리첼(Baumstriezel)이라 부른다.
퀴르퇴시컬라치는 단 이스트 반죽을 길게 회전구이 통에 두르고는 통을 설탕 위에 굴려 백설탕을 반죽 위에 묻힌다. 그러고는 겉부분이 갈색이 될 때까지 숯불에 버터를 바르며 구운다. 이 굽는 과정 중 설탕이 퀴르퇴시컬라치 반죽 위에 캐러멜화 되면서 바삭한 크러스트가 만들어진다. 완성된 쿠르퇴슈컬라치 겉부분에 간 호두나 시나몬 가루를 뿌리기도 한다.
영어권을 비롯한 타 국가의 관광객 사이에서는 굴뚝빵(영어: Chimney Cake)이라는 이름으로도 잘 알려져 있다.

## 사진

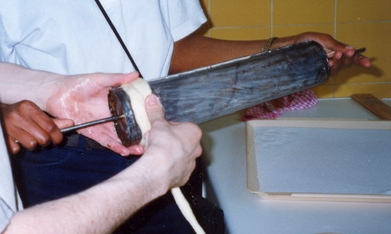
긴 반죽을 회전구이 통 위에 두르는 모습.
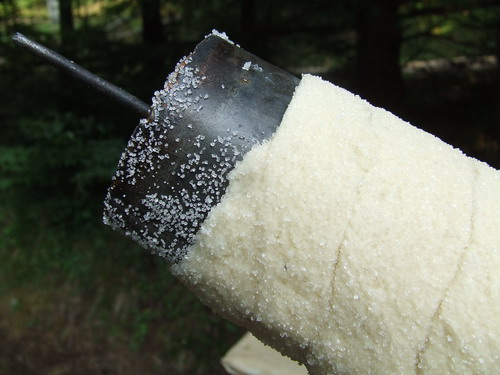
반죽을 설탕 위에 굴린 후의 모습.
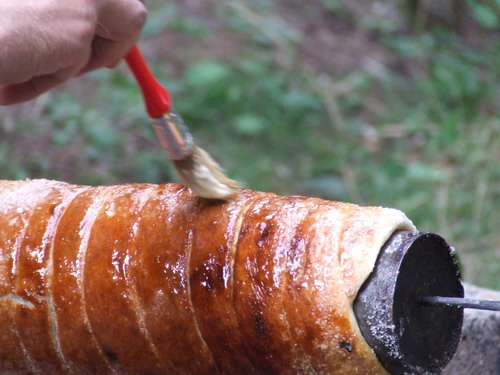
굽는 중 녹은 버터를 반죽 위에 바르는 과정.
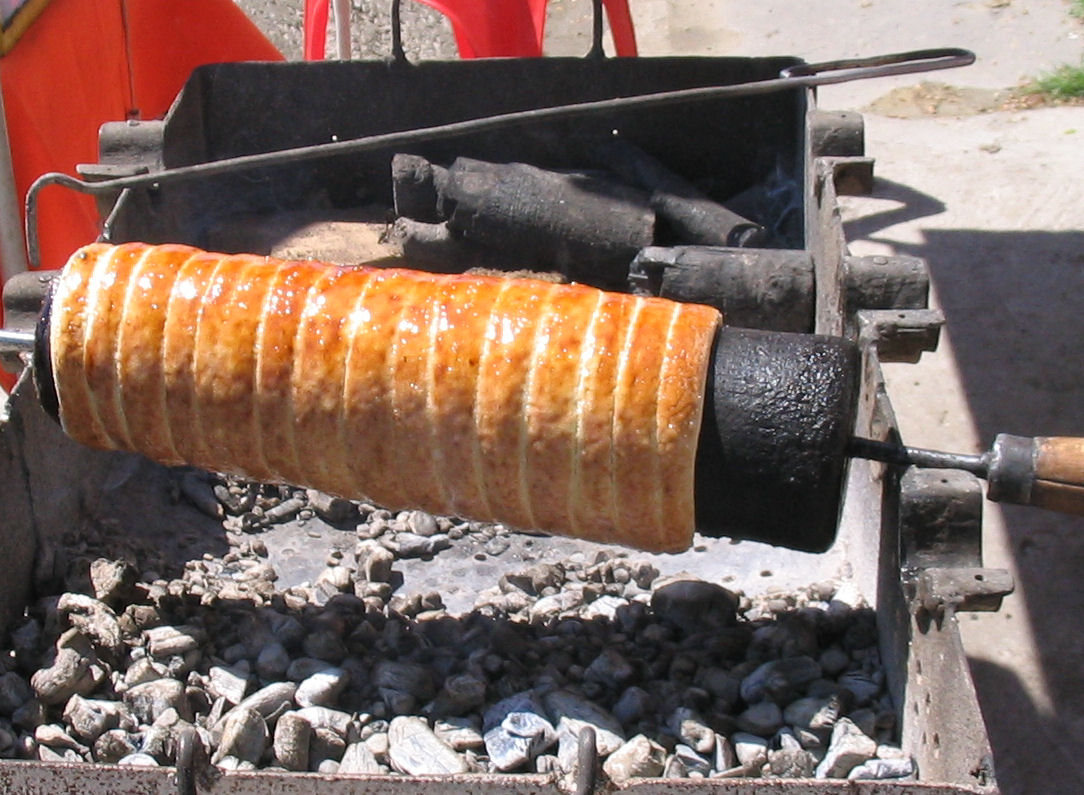
굽는 과정이 끝난 후의 모습.
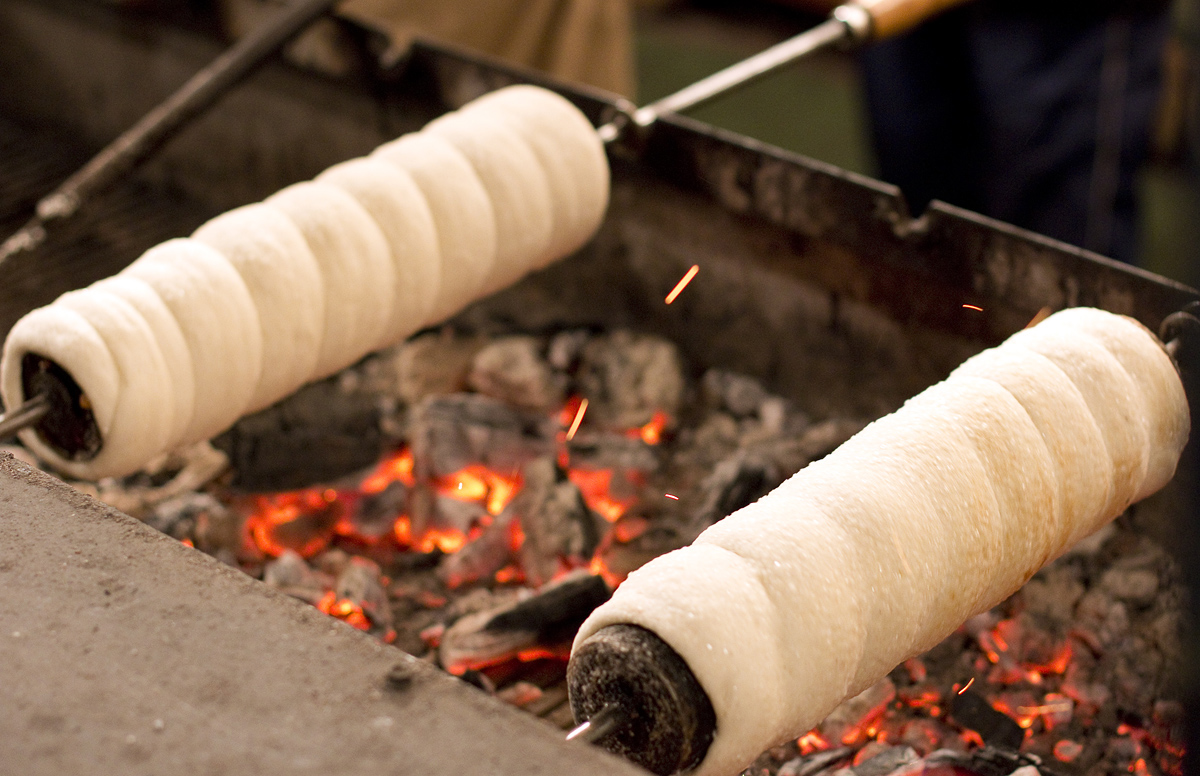
부다페스트 크리스마스 시장의 퀴르퇴시컬라치
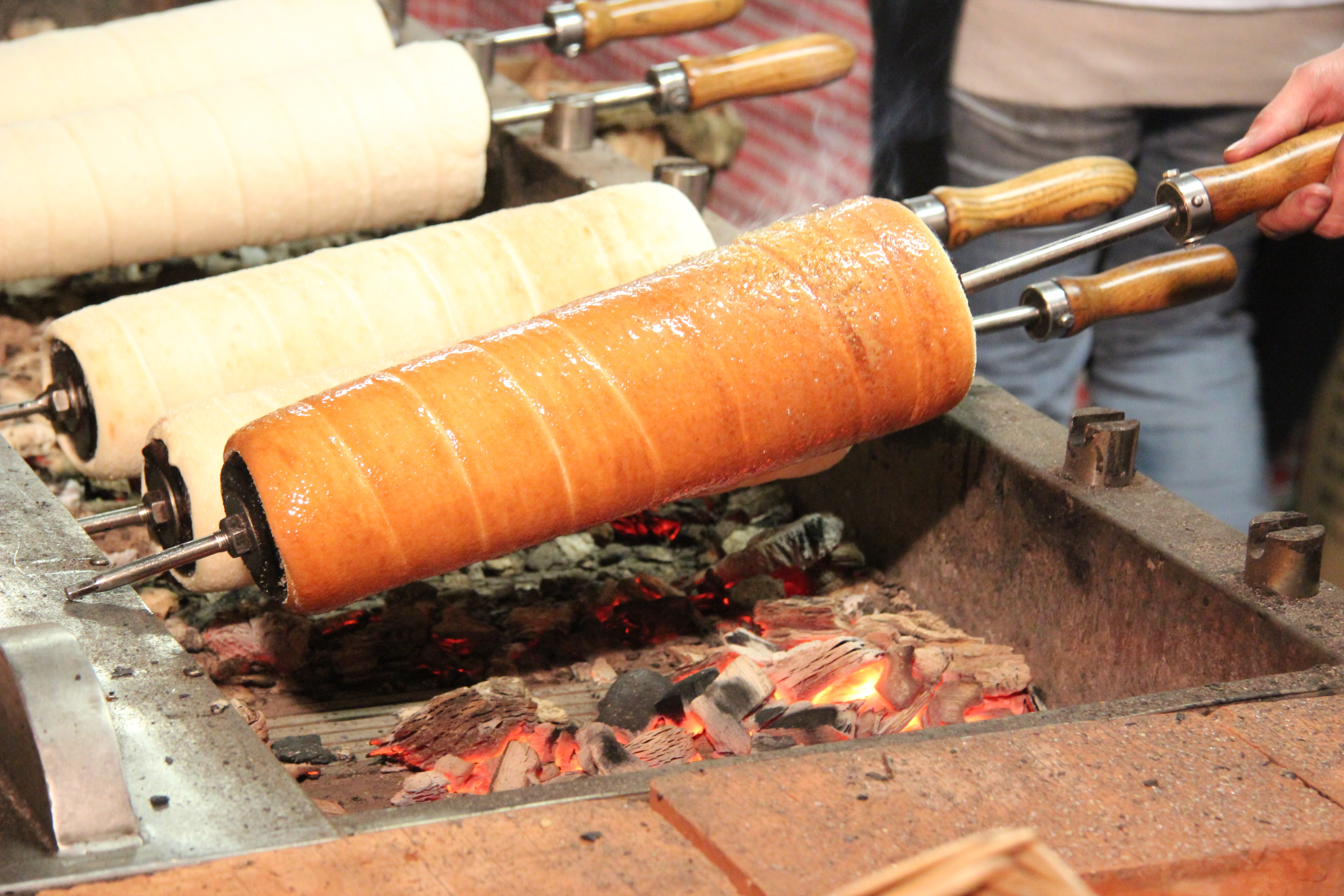
부다페스트 크리스마] 시장의 퀴르퇴시컬라치
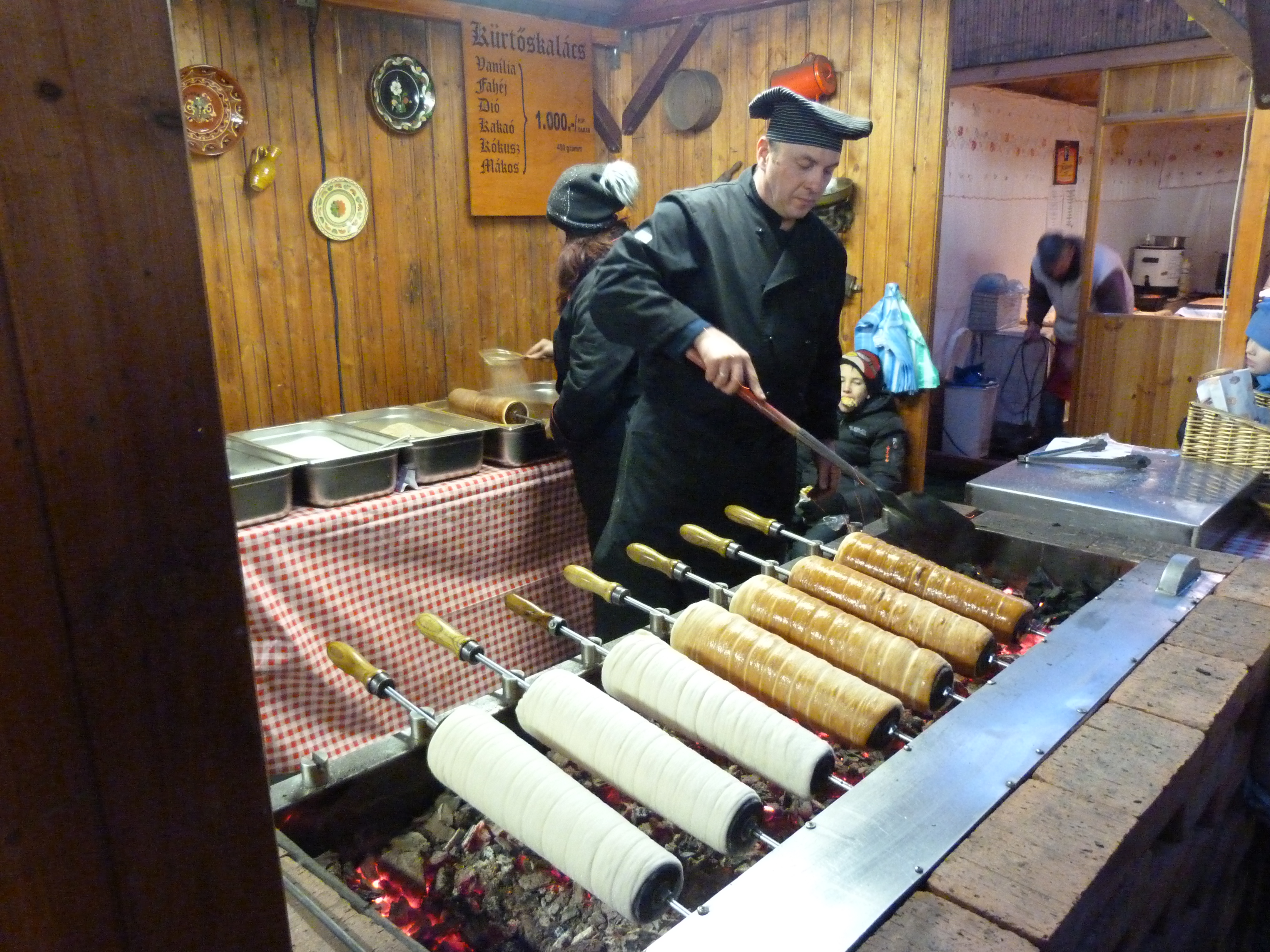
미슈콜츠 축제에서 판매하는 퀴르퇴시컬라치

## 같이 보기
- 헝가리 요리
- 루마니아 요리